# Małyszyn Górny
Małyszyn Górny is een plaats in het Poolse district  Starachowicki, woiwodschap Święty Krzyż. De plaats maakt deel uit van de gemeente Mirzec en telt 710 inwoners.